# Mali Pašijan
Mali Pašijan is een plaats in de gemeente Garešnica in de Kroatische provincie Bjelovar-Bilogora. De plaats telt 200 inwoners (2001).